# حرب (مسلسل)
حرب مسلسل مصري، من بطولة أحمد السقا ومحمد فراج ومن إخراج أحمد نادر جلال، يتكون المسلسل من 10 حلقات.

## قصة المسلسل
تدور أحداث المسلسل حول عضو في أحد الجماعات الإرهابية المتطرفة يدعى (الظافر)، ويحاول تنفيذ عدد من العمليات الإرهابية في مصر، لكنه يتعرض للملاحقة من قبل الأجهزة الأمنية.

## طاقم العمل
- أحمد السقا: عثمان / الظافر
- محمد فراج: عمر الإمام
- أحمد سعيد عبدالغني: العميد شريف زيدان
- سارة الشامي: مروة
- إيناس كامل: نور
- مصطفى منصور
- محمد يوسف (أوزو)
- أحمد أبو زيد: فؤاد
- عماد الطيب: زياد
- إبراهيم كمال: وفيق
- هشام حسين
- أحمد إمام
- ماجدة منير
- محمود الباز
- محمد أبو النجا
- شريف صبحي
- محمود البزاوي: أبو القاسم
- ياسر علي ماهر: اللواء أحمد عسكر
- الشحات مبروك
- عبدالرحيم حسن: والد عمر الإمام
- مايكل تادرس: سرور
- انجي سلامة: هيدي
- تامر علي: طبيب مستشفى العريش